# Scalping
Scalping (englisch to scalp: „skalpieren, die Kopfschwarte (Skalp) abziehen“) bezeichnet Börsenstrategien. Hierbei muss zwischen der aus dem englischen Sprachgebrauch kommenden, anspruchsvollen und legalen Handelsstrategie und einer teilweise ebenfalls als Scalping bezeichneten – illegalen – Methode der Marktmanipulation unterschieden werden.

## Scalping als Marktmanipulation für eine „Pump-and-Dump“-Strategie
Bei der Scalping-Strategie als Marktmanipulation versuchen Fondsmanager, Herausgeber von Börsenbriefen, Wirtschaftsjournalisten und andere umgangssprachlich bisweilen „Börsengurus“ genannte Personen, zu einem günstigen Kurs marktenge Aktien meist kleiner Unternehmen zu kaufen und anschließend gezielt positive Meldungen und Gerüchte über das Wertpapier auszustreuen, um es in der Öffentlichkeit zum Kauf zu empfehlen. Durch die so gestartete große Nachfrage schnellt der Kurs zunächst in die Höhe, bis die Urheber ihre Anteile wieder verkaufen und einen Kursgewinn einstreichen, der aus der Nachfrage der zum Kauf verleiteten Anleger resultiert. Da durch die raschen Verkäufe der Aktien durch die Täter die Kurse oft wieder stark sinken, erleiden die Anleger, die auf die positiven Nachrichten vertraut haben, nicht selten hohe Anlageverluste. So werden sie im übertragenen Sinne „skalpiert“. Diese Art der Manipulation wird im englischsprachigen Raum auch als Pump and Dump bezeichnet, besonders wenn es keine Streuung von Gerüchten gab, sondern nur verabredete Kaufimpulse für einen scheinbaren Marktanstieg eines Kurses sorgen. Teilweise verabreden sich größere Gruppen von Händlern, um beispielsweise Kryptowährungen künstlich anzutreiben und zu einem geeigneten Zeitpunkt abzustoßen, wenn genug gutgläubige Interessenten auf den Zug aufgesprungen sind.

## Scalping als Handelsstrategie
Beim Scalping oder Scalptrading versuchen Trader innerhalb sehr kurzer Zeitspannen von Minuten oder Sekunden die Preisdifferenz zu nutzen, die bei börsengehandelten Werten zwischen Ankaufswert und Verkaufswert besteht. Das „Skalpieren“ bezieht sich also auf das Abtrennen des sehr dünnen Gewinnes, der zwischen Angebot und Nachfrage möglich ist. Dieser sogenannte Spread zwischen An- und Verkaufswert ist gleichzeitig auch die theoretische Gewinnspanne für den Handelnden, es muss also bei einem minimal schwankenden Kurs zum richtigen Zeitpunkt ge- und verkauft werden. Bis auf Ausnahmesituationen ist der Unterschied zwischen den Preisen extrem gering, bei dem Devisenpaar EUR/USD liegt er beispielsweise oft unter einem Pip, also unter 0,0001 €. Ein Scalper versucht, durch Kaufen und Verkaufen in der Richtung des antizipierten Marktwertes konstant minimale Gewinne zu erzielen. Um diese zu relevanten Summen zu addieren, werden einerseits sehr starke Hebel genutzt und zudem täglich mehrere (teils hunderte) Trades durchgeführt. Für Scalping spielt es keine wirkliche Rolle, ob der Kurs sich bewegt oder nicht, denn ein Spread zwischen Angebot und Nachfrage besteht immer. Wichtiger für das Scalping ist das richtige Timing, möglichst zeitgleich ein günstiges Angebot wahrzunehmen und eine minimal höherpreisige Nachfrage zu bedienen, während der Markt liquide genug für solche Blitzaktionen ist. Bereits kleine Fehler können durch die starken Hebel sehr verlustreich sein, weshalb Scalping als extrem aggressive und sehr herausfordernde Handelsstrategie gilt.
Neben der Anwendung im Aktienhandel wird der Begriff Scalping auch im Kontext des Kaufs und Verkaufs von Waren verwendet. In diesem Szenario wird versucht, von Preisunterschieden oder temporären Preisfehlern zu profitieren, indem Waren zu einem niedrigen Preis gekauft und dann später zu einem höheren Preis verkauft werden. Dieses Phänomen tritt oft auf, wenn Waren während einer Rabattaktion oder aufgrund von Preisfehlern erworben und dann zu ihrem normalen oder höheren Preis weiterverkauft werden. Diese Praxis wird oft kritisch gesehen, da sie den Warenbestand für reguläre Kunden reduziert und zu Inflation führen kann. Um diese Geschäfte zu optimieren und möglichst profitabel zu machen, gibt es bereits Communities, oft organisiert über Plattformen wie Discord, die sich auf diesen speziellen Handel spezialisiert haben. Sie nutzen oft Software (sogenannte Bots) und entwickeln Strategien, um den Prozess zu automatisieren und zu optimieren. Diese Bots können den Markt überwachen und automatisch kaufen und verkaufen, wenn die Bedingungen erfüllt sind.
Obwohl die Praxis des Scalpings im Warenhandel bei manchen als ethisch fragwürdig angesehen wird, ist es wichtig zu betonen, dass sie in der Regel legal ist. In vielen Jurisdiktionen gibt es keine Gesetze, die den Kauf von Waren zu einem niedrigeren Preis und deren anschließenden Verkauf zu einem höheren Preis verbieten. Dabei ist jedoch zu bedenken, dass trotz der Legalität die gesellschaftliche Akzeptanz dieser Praktiken variieren kann.